# Jerome Louis
Jerome Louis (teilweise auch als Jerome Luis oder Jerome Louise angegeben; * 23. September 1987) ist ein ehemaliger namibischer Fußballspieler und Nationalspieler seines Landes. Er spielte auf der Position des Stürmers.
Louis spielte seit Beginn seiner Karriere bei Black Africa in der höchsten namibischen Fußballliga und wechselte 2013 erstmals den Verein, als er beim botswanischen Township Rollers FC einen Vertrag unterschrieb. Teilweise parallel stand er ab 2015 auch bei UNAM FC in Windhoek unter Vertrag und kehrte 2018 für ein Jahr zu Black Africa zurück. Er beendete 2019 seine Karriere.
In der Nationalmannschaft bestritt Louis 14 Spiele, erzielte jedoch kein Tor.

## Erfolge
Jerome Louis war sowohl in der Saison 2008/09 mit 22 Toren als auch in der Saison 2009/10 mit 17 Toren und in der Saison 2011/12 der beste Torschütze der Namibia Premier League. Zudem wurde er in der Saison 2008/09 zum Fußballer des Jahres in Namibia gewählt.
2010/11, 2011/12 und 2012/13 war Louis mit Black Africa namibischer Fußballmeister. In der Saison 2013/14 war er botswanischer Meister.